# Integrálszinusz

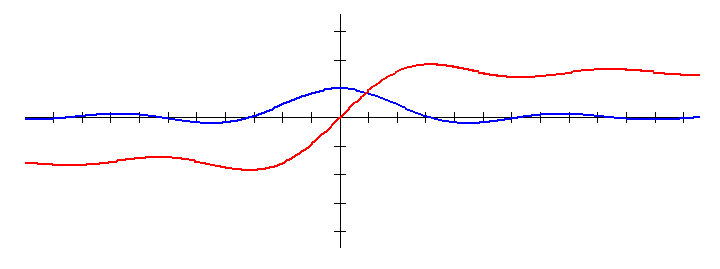
A kardinálszinusz (kékkel) és integrálja, az integrálszinusz (pirossal).

A matematikai analízisben az integrálszinusz függvény az úgynevezett kardinálszinusz függvény 0-ban eltűnő integrálfüggvénye, azaz a
{\displaystyle \mathrm {si} (x)=\int \limits _{0}^{x}{\cfrac {\sin(t)}{t}}\;\mathrm {d} t}
függvény. Neve a latin sinus integralis kifejezésből származik. Joseph Liouville hozta fel példaként arra, hogy léteznek olyan függvények, melyeknek integrálja nem fejezhető ki zárt alakban, illetve a
{\displaystyle f'(x)={\cfrac {\sin(x)}{x}}}
differenciálegyenlet nem integrálható kvadratúrával.

## Előállítása végtelen sor formájában
Ugyan az integrálszinusz nem fejezhető ki zárt alakban, azonban függvénysorként igen. Az integrálszinusz a 0 pont körül Taylor-sorba fejthető, és a 0-beli Taylor-sora előállítja a függvényt, így analitikus függvény. A sor konvergensen kiterjeszthető komplex számok körében, ami a komplex integrálszinuszt adja:
{\displaystyle \mathrm {Si} (z)=z\!-\!{\frac {z^{3}}{3\!\cdot \!3!}}\!+\!{\frac {z^{5}}{5\!\cdot \!5!}}\!-\!{\frac {z^{7}}{7\!\cdot \!7!}}\!+-\cdots =\sum _{k=0}^{\infty }{\frac {(-1)^{k}}{(2k+1)!\cdot (2k+1)}}z^{2k+1}}
Ez annak a következménye, hogy kardinálszinusz egyenletesen konvergens sorösszeggel állítható elő:
{\displaystyle {\frac {\sin x}{x}}={\frac {1}{x}}\sin(x)={\frac {1}{x}}\sum \limits _{n=0}^{\infty }{\frac {(-1)^{n}}{(2n+1)!}}x^{2n+1}=\sum \limits _{n=0}^{\infty }{\frac {(-1)^{n}}{(2n+1)!}}x^{2n}}
A sor x = 0-ban is konvergens, és összege 1, így egyenletesen konvergens, ezért a sorok integrálására vonatkozó tétel szerint:
{\displaystyle \int \limits _{0}^{x}{\frac {\sin t}{t}}\;\mathrm {d} t=\int \limits _{0}^{x}\sum \limits _{n=0}^{\infty }{\frac {(-1)^{n}}{(2n+1)!}}t^{2n}\;\mathrm {d} t=\sum \limits _{n=0}^{\infty }\int \limits _{0}^{x}{\frac {(-1)^{n}}{(2n+1)!}}t^{2n}\;\mathrm {d} t=}
{\displaystyle =\sum \limits _{n=0}^{\infty }{\frac {(-1)^{n}}{(2n+1)!}}{\frac {x^{2n+1}}{2n+1}}.}

## Előállítása homogén lineáris differenciálegyenlet megoldásaként
A függvény másik lehetséges definiálási módja, hogy az
{\displaystyle xf'''(x)\!+\!2f''(x)\!+\!xf'(x)=0}
közönséges, harmadrendű, függvényegyütthatós, homogén lineáris differenciálegyenlet (egy) megoldása.

## További tulajdonságok
A szinusz integrálisz határértéke a végtelenben:
{\displaystyle \lim _{x\to +\infty }\mathrm {si} (x)={\cfrac {\pi }{2}}}
s mivel páratlan függvény, ezért
{\displaystyle \lim _{x\to -\infty }\mathrm {si} (x)=-{\cfrac {\pi }{2}}}
illetve:
{\displaystyle [\mathrm {si} ]_{-\infty }^{+\infty }=\int \limits _{-\infty }^{+\infty }{\cfrac {\sin(t)}{t}}\;\mathrm {d} t=\pi }